# Неве-Цедек
Неве́-Це́дек (ивр. נְווֵה-צֶדֶק‎) — еврейский район города Яффа, первый из таких районов, построенных в XIX веке вне городских стен. Основан группой евреев, состоявшей из 48 семей, во главе которой стояли Шимон Роках, иерусалимский пионер еврейского сельского хозяйства, и Аарон Шлуш, землевладелец и предприниматель из Яффы. Создатели Неве-Цедека учли ошибки, из-за которых потерпела неудачу предыдущая попытка строительства за пределами городских стен (постройка квартала Неве-Шалом), и новый проект увенчался успехом. В начале XX века Неве-Цедек был культурным центром развивающегося Тель-Авива, в нём жили и творили многие видные представители еврейской творческой интеллигенции, включая будущего нобелевского лауреата Шая Агнона и художника Нахума Гутмана, которые описали жизнь в Неве-Цедеке в автобиографических произведениях.
После образования Государства Израиль, в 1950-х годах, Неве-Цедек стал одним из центров расселения новых репатриантов. Пережив годы запустения в 1970-х, Неве-Цедек был предназначен на снос, но в результате общественной дискуссии было принято решение реставрировать исторический квартал, и с 1990-х годов он становится всё более богемным и фешенебельным. Район, со временем влившийся в Тель-Авив и не имеющий более муниципального самоуправления, в настоящее время является одной из достопримечательностей города, привлекая туристов атмосферой рубежа XIX—XX веков, историческими зданиями, мастерскими ремесленников, магазинчиками и кафе.

## Название

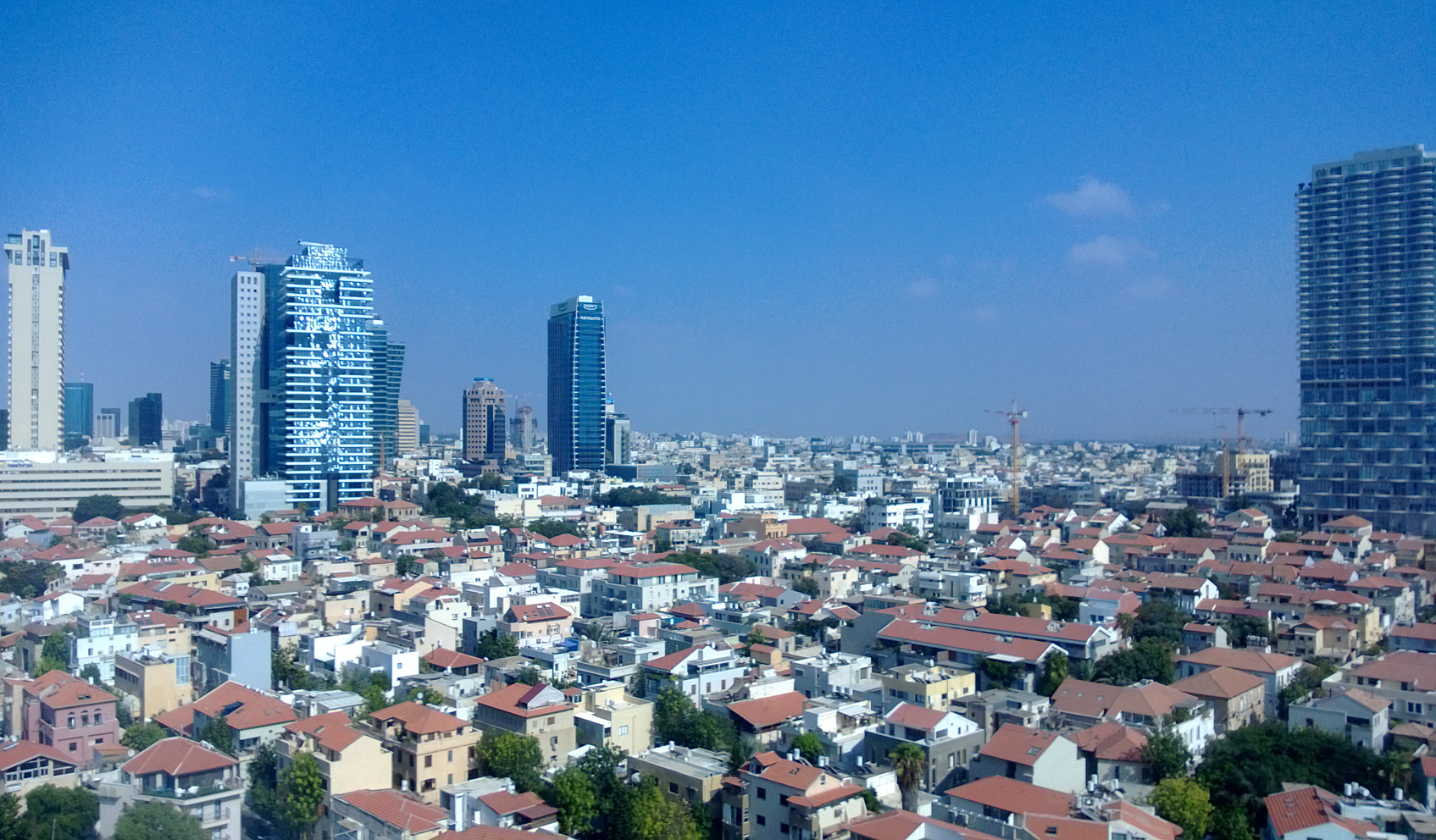
Вид на Неве-Цедек

Название «Неве-Цедек» в дословном переводе с иврита означает «обитель справедливости». Выражение было взято из Танаха, из Книги пророка Иеремии, где «обителью справедливости» назван Всевышний. В Синодальном переводе было использовано выражение «жилище правды». Целиком стих на русском языке звучит так: «Так говорит Господь Саваоф, Бог Израилев: впредь, когда Я возвращу плен их, будут говорить на земле Иуды и в городах его сие слово: „да благословит тебя Господь, жилище правды, гора святая!“» (Иер. 31:23).

## История

Плотность застройки в старой Яффе

### Основание

#### Предыстория

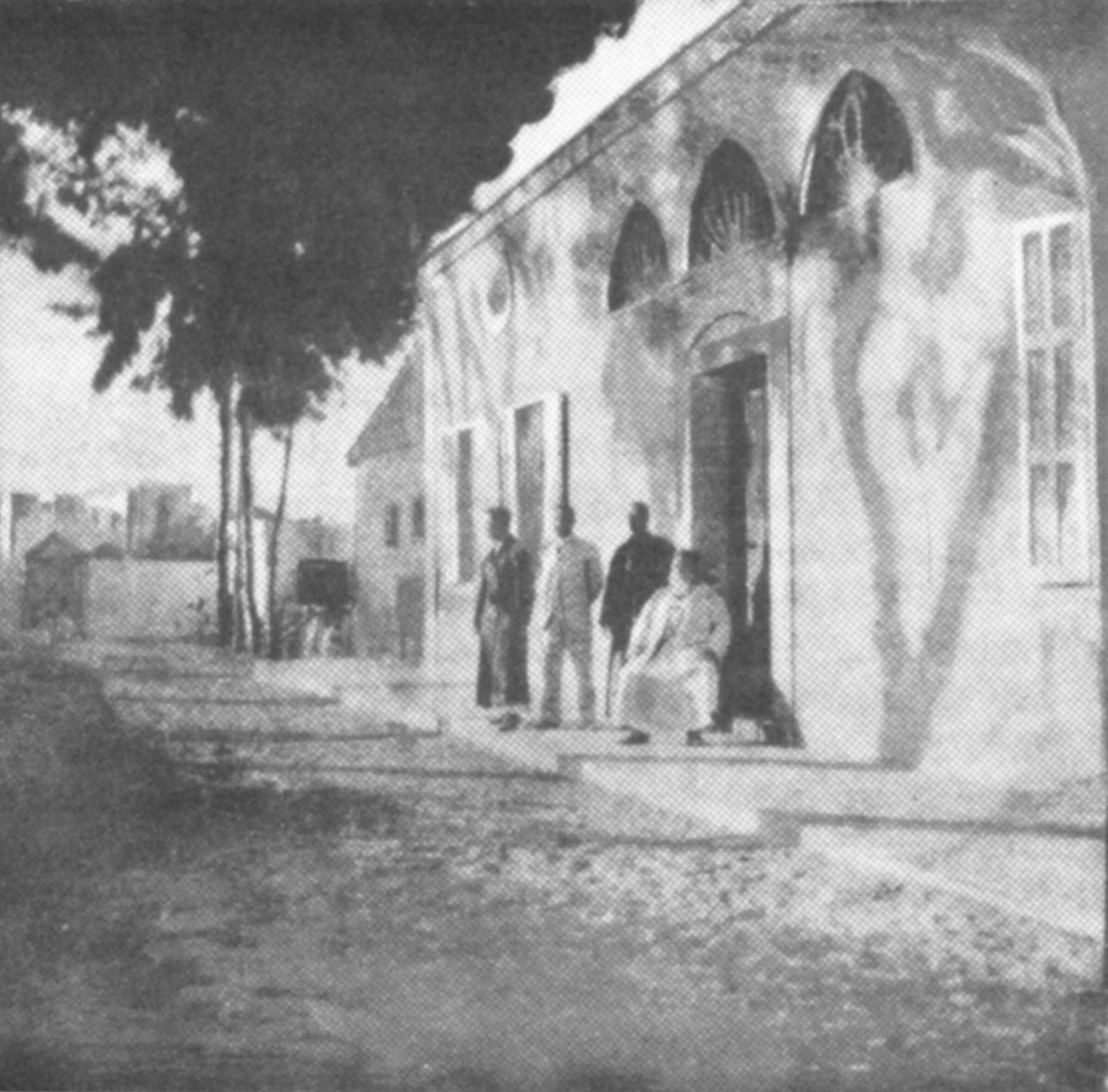
Аарон Шлуш и трое его сыновей на фоне «Дома Шлуша» в Неве-Цедеке. 1890-е годы

Яффа конца XIX века представляла собой важный портовый город с быстро растущим населением. Если в 1806 году в Яффе проживало лишь 2500 жителей, то к 1860 году их число увеличилось примерно до 5000—6000, а к 1886 году — до 17 000 человек. Еврейское присутствие в городе возобновилось в 1817 году, и к 1880 году еврейская община Яффы насчитывала примерно 1000 человек. Так как с 1882 года именно Яффа стала одним из центров притяжения для поселенцев Первой алии, община начала стремительно развиваться, насчитывая к 1891 году уже 3000 человек.
Выросшее в шесть с половиной раз население города в основном продолжало проживать в границах крепостных стен, хотя с 1878 года начался их постепенный снос. К 1888 году крепостные стены были срыты окончательно.

#### Первая попытка строительства за пределами городских стен: неудача с Неве-Шаломом

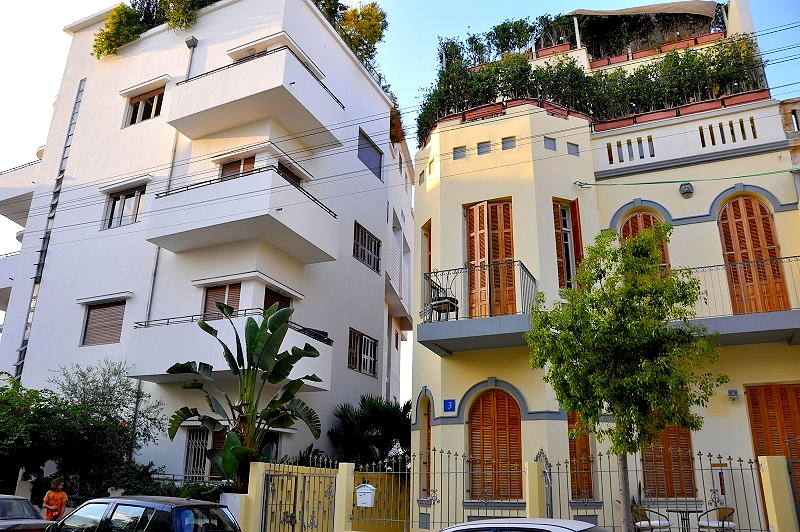
Дома в Неве-Цедеке

Из-за растущей плотности населения в черте стен Яффы и сопутствующего ей ухудшения качества жизни были предприняты попытки создания новых жилых районов вне городских стен. Первая попытка была предпринята основанной в 1886 году благотворительной организацией «Эзрат Исраэль» («Помощь Израилева»). Во главе её стоял потомок влиятельной иерусалимской семьи Элазар Роках, проживавший на тот момент в Европе. На собранные пожертвования «Эзрат Исраэль» приобрела апельсиновые рощи неподалёку от арабского района Маншия — севернее Яффы и около дороги, ведущей в Иерусалим. Будущий район получил название Неве-Шалом. Однако вскоре обнаружилось, что на приобретённом участке земли отсутствует колодец. Для доступа к ближайшему источнику воды пришлось бы выкупить дополнительные земли, денег на которые уже не осталось. Строительство было заморожено, и хотя этот район всё-таки был построен, это произошло лишь несколько лет спустя, в 1890 году. Тем временем по соседству была предпринята вторая, успешная попытка создания нового района — был основан Неве-Цедек, который вошёл в историю как первый район Яффы, построенный вне городских стен. В дальнейшем Неве-Шалом стал частью Неве-Цедека.

#### Вторая попытка: основание Неве-Цедека

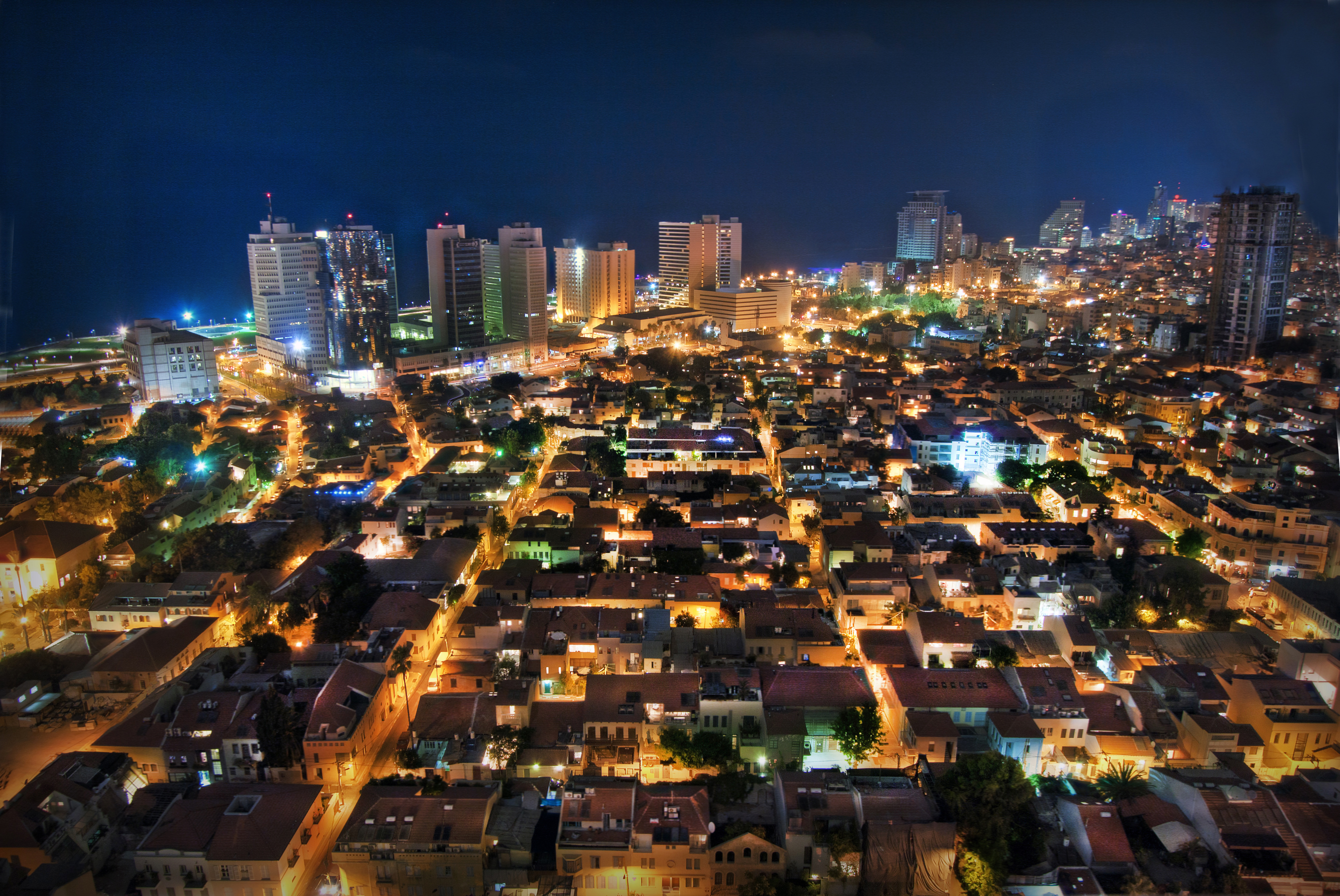
Ночной Неве-Цедек

В 1887 году молодой глава еврейской общины Яффы Шимон Роках (младший брат Элазара Рокаха) предпринял вторую попытку построить новый район вне городских стен Яффы. До 21 года Шимон Роках жил в Иерусалиме и был свидетелем постройки первых еврейских кварталов за пределами городских стен. Подобный план он собирался осуществить и на новом месте. От имени «Эзрат Исраэль» он обратился к влиятельному предпринимателю Аарону Шлушу, владевшему землями к северу от Яффы. Шлушу также принадлежал один из первых еврейских домов за стенами старого города (по некоторым источникам — первый дом в еврейском квартале за пределами стен Яффы), который был построен в 1883 году. Существует версия, что Аарон Шлуш предлагал отдать земли под новое поселение даром, однако «Эзрат Исраэль» не согласилась принять подарок, «дабы не приучать население к благотворительности», и земли были проданы за треть от их стоимости, причём вся вырученная сумма была пожертвована Аароном Шлушем на постройку синагоги. За 20 000 квадратных локтей (1,15 гектара) земли владелец получил 2000 франков. Продавец руководствовался при этом как сионистскими побуждениями, так и желанием поднять цену других принадлежащих ему участков за стенами Яффы. Кроме того, существовала проблема вооружённого захвата пустующих еврейских земель, и Аарон Шлуш надеялся таким образом обезопасить свои владения(известна по крайней мере одна попытка вооружённого грабежа дома Шлуша, которая едва не увенчалась успехом). Была также предоставлена годовая рассрочка — всё это при условии незамедлительного начала строительства. Участок земли располагался к северу от дороги на Шхем (Наблус) и неподалёку от земель, на которых не удалось построить Неве-Шалом. Закон Османской империи запрещал негражданам владеть землёй. Чтобы обойти закон, фактически проданные Аароном Шлушем для постройки Неве-Цедека земли официально продолжали принадлежать ему. В своём завещании, однако, он распорядился передать земельные участки их пользователям без оплаты теми налога на наследство или иных расходов. 14 апреля 1887 года Неве-Цедек был заложен.
Район был разделён на 48 частей по 300 квадратных локтей (172,5 м²), оставшиеся 5600 квадратных локтей земли были использованы для прокладки дорог и прочих общественных нужд. На каждом участке был возведён дом. При этом еженедельно каждый из 48 пайщиков вносил 2⅙ франка, что позволяло возвести за год 8 или 10 домов. Построенные жилища разыгрывались среди участников предприятия, причём победители должны были единовременно выплатить крупную сумму денег.
Все дома строились «стеной», вплотную друг к другу. Это серьёзно усиливало защиту от грабежей, а также помогало быстро передавать информацию в случае экстренного происшествия с помощью стука соседям в стену. В каждом доме были две комнаты, кухня и туалет, два балкона, а перед домом — небольшая площадка, защищённая бетонной стеной. Наличие в каждом собственных кухни и туалета отличало дома в Неве-Цедеке, так как в Яффе уровень санитарии был низок.
Дома были сложены из песчаника. Крыши изначально были деревянные, покрытые смесью щебня и земли, однако многочисленные протечки привели к тому, что все они были вскорости перекрыты черепицей. Также не был реализован план относительно зелёных насаждений: хотя изначально планировалась высадка многочисленных деревьев, в итоге были посажены лишь единицы. Тем не менее, несмотря на некоторые недостатки, район выгодно отличался от старой Яффы жилищными условиями, а также с эстетической точки зрения. Газеты того времени называли Неве-Цедек «Парижским кварталом».
В проекте приняло участие 48 семей, включая семьи Шлуш и Роках. Хотя, по сути, речь шла о повторной попытке закладки Неве-Шалома, из суеверных опасений за судьбу квартала ему было присвоено новое название — Неве-Цедек.
Первая улица нового квартала была впоследствии названа в честь Аарона Шлуша. Вслед за ней были обустроены улицы Ахва, Бистанай, Шараби, Кфар-Саба, Штайн, Роках, Амзалег и Неве-Цедек.
В новом квартале были также заложены производственные здания, такие как завод семьи Шлуш по производству строительных материалов, завод Леона Штайна по производству литейного и бурового оборудования, свечная фабрика, завод по производству газированных напитков и пекарня.

### Начало XX века
Новый квартал пользовался успехом, и к 1904 году в нём проживало уже более 100 семей. В 1907 году к Неве-Цедеку была присоединена часть близлежащего района Шаарей-Ахва. Позже были поглощены район Неве-Шалом и оставшаяся часть района Ахва.
Будучи первым районом за стенами древней Яффы, предтечей появившегося в 1909 году Тель-Авива, Неве-Цедек в начале века продолжал играть важную роль в жизни города. В нём всё ещё жили многие влиятельные люди — например, Моше Шлуш, выбранный в 1936 году мэром Тель-Авива, но смещённый с должности через 10 дней. В одном из домов квартала в течение пяти лет проживал начинающий писатель, будущий нобелевский лауреат Шай Агнон. В 1909 году в Неве-Цедеке были построены первые учебные заведения за стенами Яффы: школа Всемирного еврейского союза для мальчиков и школа для девочек. Обучение мальчиков в Неве-Цедеке, в школе Всемирного еврейского союза, велось на французском языке. Поэтому многие родители, желавшие, чтобы их сыновья владели ивритом, отдавали их в школу для девочек. Среди таких учеников были будущий известный художник и писатель Нахум Гутман (чей отец, Симха Бен-Цион, преподавал в этой школе), а также ставший впоследствии вторым премьер-министром Израиля Моше Шарет. Местом сбора литераторов до Первой мировой войны служил так называемый «Дом писателей». После открытия в Неве-Цедеке в 1914 году первого в Тель-Авиве синематографа район надолго закрепил за собой звание одного из культурных центров города.
В то же время в отношениях с основанным в 1909 году Тель-Авивом Неве-Цедек играл роль «младшего брата». В 1912 году вновь заложенный город подписал договор о поставке воды в район, потребовав взамен, чтобы Неве-Цедек самостоятельно поддерживал чистоту и благоустроенность своих дорог. В 1923 году управляющий комитет Неве-Цедека пригрозил разрывом «объединения» в знак протеста против отмены квоты на представительство района в муниципалитете Тель-Авива. Результатом этого стало быстрое присоединение Неве-Цедека к Тель-Авиву в качестве рядового района города без особых прав. Задолго до этого, сразу же после окончания Первой мировой войны, многие видные жители ещё независимого тогда района начали перебираться в более благоустроенный Тель-Авив. Вместе с тем за Неве-Цедеком закрепилось поэтическое прозвище «Колыбель Тель-Авива» (ивр. "עריסתה של תל אביב"‎).

### Вторая половина XX века

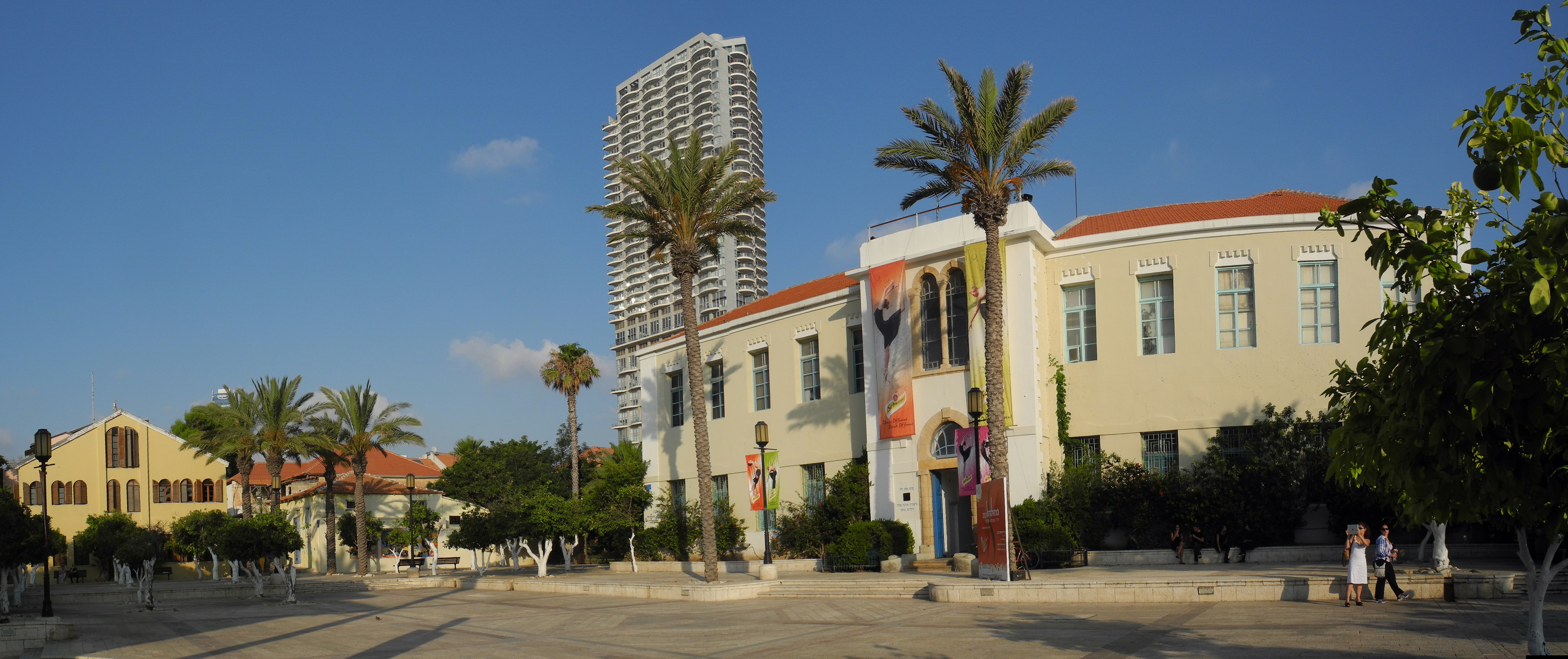
Центр балетного и театрального искусства «Сюзан Далаль»

Во время Арабо-израильской войны, в апреле — мае 1948 года, в Яффе и вокруг неё развернулись тяжёлые бои. Линия фронта пролегала между еврейским кварталом Неве-Цедек и арабской Маншией. В Неве-Цедеке располагалось несколько штабных отделений и баз еврейских войск. В результате боёв район сильно пострадал, многие здания требовали ремонта.
Массовая алия 1950-х годов из мусульманских стран требовала места для расселения. Неприхотливым новым репатриантам были предоставлены полуразрушенные дома Неве-Цедека и Маншии. Район всё больше приходил в упадок. В 1960-х годах на повестку дня встал вопрос о сносе старых домов и полной перестройке района в современном стиле. Власти планировали построить здесь финансовый центр Тель-Авива, наподобие Манхэттена в Нью-Йорке. В результате общественной дискуссии и усилий энтузиастов в 1977 году было принято решение реставрировать район, как исторический памятник. Неве-Цедек испытал процесс джентрификации, при котором в нём вначале стали селиться артисты и художники, привлечённые атмосферой старины и низкими ценами на жильё, а вслед за ними потянулись и более обеспеченные жители, постепенно повышая статус района.

### Неве-Цедек в начале XXI века
Реставрация района продолжается. Часть зданий были объявлены памятниками культуры. Другие строения были разрешены к сносу при условии вторичного возведения с сохранением первоначального стиля здания и в соответствии с внешним обликом района. Большинство зданий в Неве-Цедеке имеют не более двух—трёх этажей, но имеется и одно исключение — на окраине района расположена Башня Неве-Цедек, достигающая 147 метров в высоту (44 этажа).
Неве-Цедек и прилегающие к нему районы начинают пользоваться всё большей популярностью как место проживания высших слоёв общества. При этом цена покупаемого здесь жилья с начала 2000-х и до 2015 года выросла на сотни процентов.
В начале XXI века Неве-Цедек является популярным среди туристов местом. На его небольшой территории (примерно втрое меньшей, чем пространство московского Кремля) располагается значительное количество мест отдыха: гостиниц, кафе и ресторанов, магазинчиков одежды и ювелирных изделий, а также ремесленных магазинов, арт-галерей и дизайн-студий.
В Неве-Цедеке расположены две небольшие гостиницы: The Casa Vacanze Luxury Suite и Nina Suites Hotel and Cafe. С 2011 по 2015 год здесь же находился отель «Варсано», однако в апреле 2015 года российский миллиардер Роман Абрамович выкупил здание и закрыл гостиницу.
Непосредственно в Неве-Цедеке находится порядка шести кафе и ресторанов, и ещё около десятка — на расстоянии считанных метров от границ района. Здесь же расположено около десяти ювелирных и модных магазинов (и столько же по соседству).
Галерей и выставочных площадок можно насчитать не менее девяти. Среди них Музей искусств им. Нахмана Гутмана, лавка изделий в марокканском стиле, магазины предметов из стекла, керамики и прочие. Ещё несколько подобных заведений расположились вплотную к Неве-Цедеку.

## Границы
Границы района чётко не определены. Согласно одному из источников, Неве-Цедек ограничен с севера улицами Явец и Кармель, с востока — улицей Герцель, с юга — улицей Эйлат и, наконец, с запада — променадом им. Герберта Сэмюэла. Территорией, несомненно относящейся к Неве-Цедеку, является земля между улицей Шабази на северо-западе, улицей Пинес на северо-востоке, вади на юго-востоке (по которому раньше проходила железная дорога на Иерусалим) и автостоянкой Маншия на юго-западе. В этих границах расположены (с запада на восток) кварталы Неве-Шалом, Ахва и собственно изначальный Неве-Цедек, слившиеся позже в то, что теперь носит название последнего. На севере и северо-востоке Неве-Цедек переходит в район под названием Шабази, также состоящий из нескольких кварталов. Таким образом, пограничный квартал Оэль-Моше может быть отнесён к любому из двух районов. Центральное статистическое бюро Израиля объединяет Шабази и Неве-Цедек в единую «статистическую территорию» Тель-Авив-533. Данная территория так и называется «Шабази — Неве-Цедек». Мэрия Тель-Авива объединяет три статистические территории в один район, называя его просто «Неве-Цедек». В этих границах территория района составляет 91,3 гектара. Это примерно в десять раз больше, чем объединение трёх кварталов, лежащее в границах, обозначенных в начале раздела.

## Транспорт
Узкие улицы Неве-Цедека делают невозможным движение автобусов или другого общественного транспорта внутри квартала. Вместе с тем от окраины последнего ходят автобусы, соединяющие Неве-Цедек с другими частями Тель-Авива и окрестными городами.

## Образование и культура
В Неве-Цедек функционируют детские сады, начальная и средняя школы. В квартале в распоряжении жителей имеются культурный центр и общественный парк, не считая многочисленных туристических достопримечательностей, располагающихся внутри района и вокруг него.

## Достопримечательности
| Кинотеатр «Эден»                                            | В 1914 году в Неве-Цедеке показом итальянской картины «Последние дни Помпеи» открылся первый в Тель-Авиве синематограф — «Эден», ставший в 20—30-х годах XX века одним из центров культурной жизни города. В нём проходили не только киносеансы, но и оперные и театральные постановки, концерты, лекции и даже молитвы. В 1921 году открылся летний зал, имевший огромный успех у публики, учитывая климат приморского города. В мае 1930 года здесь состоялась первая в Тель-Авиве премьера звукового фильма — американской картины «Сонни-бой», а в 1932 году — премьера первого полнометражного игрового фильма на иврите, снятого в Палестине, — «Одед ха-нодед» (с ивр. — «Скиталец Одед»). В последние десятилетия своего существования кинотеатр специализировался на прокате индийских и турецких картин. «Эден» просуществовал как кинотеатр до 1974 года, после чего здание было куплено одним из израильских банков с целью реставрации и сохранения как памятника современной израильской культуры, однако проект так и не был осуществлён. По состоянию на 2013 год здание оставалось заброшенным. |                             |  |
| Дом семьи Абулафия (мансарда Агнона)                        | Дом по адресу Шлуш 35 (угол улицы Роках), в котором проживали Шломо Абулафия и его супруга Ривка (в девичестве Фрайман), считается тем домом, в мансарде которого с 1909 года проживал Шай Агнон и который он описывает как жилище писателя Хемдата, персонажа романа «Давным-давно». |                             |  |
| Центр балетного и театрального искусства имени Сюзан Далаль | Центр балетного искусства располагается в двух зданиях 1908 года постройки. В первом из них изначально находилась школа Всемирного еврейского союза для мальчиков, во втором — школа движения «Ховевей Цион» для девочек. Со временем строения опустели и пришли в упадок. Первую попытку основать в этом здании театр предпринял в 1981 году Одед Котлер. Его театр назывался «Неве-Цедек» по имени района и просуществовал 7 лет, до 1988 года. В 1989 году здания и окружающее пространство были реконструированы ландшафтным архитектором Шломо Аронсоном. После этого в них расположились два балетных коллектива, «Бат-Шева» и «Инбаль». Сегодня в Центре располагается также Детско-юношеский театр Орны Порат. Проводятся многочисленные балетные конкурсы и фестивали. |                             |  |
| Мост Шлуша                                                  | Первый современный мост в Тель-Авиве. Вероятно, 1905 года постройки (либо ранее). Железный мост на дороге, ведущей из Неве-Цедека в Яффу, проходит над ущельем. С конца 1892 года в ущелье проходила Железная дорога Яффа — Иерусалим. Один из основателей Неве-Цедека Аарон Шлуш, живший в этом районе, был на тот момент финансовым агентом компании, эксплуатирующей железную дорогу. Он каждый день был вынужден добираться на работу в Яффу. В одну из поездок бричка не смогла выбраться из ущелья и перевернулась. Аарон Шлуш был ранен. Узнавший об этом происшествии каймакам Яффы приказал построить мост, что и было исполнено. В 1918 году мост был перестроен, чтобы новые (более высокие) вагоны — теперь уже британских поездов — могли проходить под ним. Эта ветка железной дороги вышла из эксплуатации после образования Государства Израиль, и по состоянию на 2019 год под мостом Шлуша расположена автостоянка. |                             |  |
| «Дом писателей» — музей искусства Нахума Гутмана            | Одно из старейших зданий района, 1887 года постройки, принадлежало семье Шульман. В этом доме в начале XX века проживало множество известных писателей, в частности, Йосеф Хаим Бренер и Двора Барон со своим мужем Йосефом Аароновичем. В здании также находилась редакция газеты «Ха-поэль Ха-Цаир». С мая 1998 года в отреставрированном здании располагается музей известного израильского художника, скульптора, детского писателя и иллюстратора Нахума Гутмана. | Музей Гутмана в Неве-Цедеке |  |
| Ха-Тахана — железнодорожная станция                         | Железнодорожная станция, построенная в конце XIX века, расположена на окраине Неве-Цедека. Отсюда паломники могли поездом добраться в Иерусалим. На территории площадью около 5 га расположены сегодня 22 здания, в том числе и сама станция, превращённая в музей, в котором демонстрируются различные экспонаты той эпохи, когда станция действовала, в том числе два реставрированных вагона. |                             |  |
| Дом семьи Роках                                             | Дом Шимона Рокаха, одного из основателей Неве-Цедека, был построен в 1887 году под руководством архитектора из Австрии в числе первых домов нового района. Как и многие другие дома района, во второй половине XX века он пришёл в упадок и был предназначен на слом. Восстановлением этого дома занялась внучка Шимона Рокаха — скульптор и художник Лея Маджаро-Минц. В начале XXI века в доме семьи Роках расположены экспозиция предметов быта времён основания Неве-Цедека и выставка собственных работ внучки Рокаха. В доме ставятся представления об истории Неве-Цедека в стиле кабаре и проходит дегустация блюд времён основания этого района. |                             |  |

## Климат
Климат средиземноморский. Зима тёплая и дождливая (средняя температура января — самого холодного месяца — +13,3 °C). Снег исключительно редок, последний снегопад наблюдался в феврале 1950 года. Лето длительное и жаркое. Самый тёплый месяц — август, его средняя температура +27,0 °C. Все осадки идут в период с сентября по май.
| Показатель                                              | Янв. | Фев. | Март | Апр. | Май  | Июнь | Июль | Авг. | Сен. | Окт. | Нояб. | Дек. | Год  |
| ------------------------------------------------------- | ---- | ---- | ---- | ---- | ---- | ---- | ---- | ---- | ---- | ---- | ----- | ---- | ---- |
| Средний суточный максимум, °C                           | 18   | 18   | 19   | 23   | 25   | 28   | 29   | 30   | 29   | 27   | 23    | 19   | 24   |
| Средняя температура, °C                                 | 13,5 | 14   | 15,9 | 18,6 | 21,1 | 23,4 | 26,2 | 27   | 25,5 | 22,9 | 19    | 14,8 | 20,2 |
| Средний суточный минимум, °C                            | 10   | 10   | 12   | 14   | 17   | 21   | 23   | 24   | 23   | 19   | 15    | 11   | 17   |
| Норма осадков, мм                                       | 127  | 90   | 61   | 18   | 2    | 0    | 0    | 0    | 1    | 26   | 79    | 126  | 530  |
| Источник: Туристический портал; Климат Тель-Авив — Яффа |      |      |      |      |      |      |      |      |      |      |       |      |      |

## Неве-Цедек в искусстве
Шай Агнон, лауреат Нобелевской премии по литературе, описывает Неве-Цедек начала XX века в автобиографическом романе «Тмоль-Шилшом» (ивр. תמול-שלשום‎, «Давным-давно»). Описывая вид из окон мансарды, в которой он жил, Агнон обходит вниманием стоящий напротив дом Аарона Шлуша. Дом Шлуша вначале имел только один этаж, и поэтому, возможно, Агнон из своей мансарды действительно мог видеть море. Позже был достроен второй этаж.
Другой книгой, действие которой происходит в Неве-Цедеке, является автобиография Нахума Гутмана «Меж песков и небесной синевы» (ивр. בין חולות וכחול שמיים‎), записанная с слов героя повествования писателем Эхудом Бен Эзером и проиллюстрированная самим Гутманом.